# Bror Jönsson
Bror Jönsson, född 1931, är en svensk målare och tecknare. 
Jönsson studerade vid Skånska målarskolan i Malmö, samt för konstnärerna Jules Schyl, Arwid Karlsson och Gerhard Nordström. Han erövrade  förstapris i två teckningstävlingar 1964. Hans konst består av gamla bygdeskildringar. 